# Carlo Bresciani (vescovo)
Carlo Bresciani (Nave, 26 marzo 1949) è un vescovo cattolico italiano, dal 2 maggio 2024 vescovo emerito di San Benedetto del Tronto-Ripatransone-Montalto.

## Biografia
Nasce a Nave, in provincia e diocesi di Brescia, il 26 marzo 1949.

### Formazione e ministero sacerdotale
Compie gli studi presso il seminario diocesano di Brescia.
Il 7 giugno 1975 è ordinato presbitero dal vescovo Luigi Morstabilini.
Viene inviato a Roma per proseguire gli studi, nel 1978 consegue la licenza in psicologia presso la Pontificia Università Gregoriana. Rientrato in diocesi, nel 1980, svolge il servizio di vicario cooperatore festivo nella parrocchia di San Giacomo, a Brescia. Nel 1982 consegue il dottorato in teologia presso la Pontificia Università Gregoriana ed inizia la docenza presso il seminario diocesano di Brescia.
È poi vicario parrocchiale a Maderno, dal 1982 al 1985, e a San Vigilio di Concesio, dal 1985 al 1986. È poi vicario cooperatore festivo a Lodrino, in val Trompia, dal novembre 1986 all'agosto 2009. Dal 1982 al 2009 è docente all'Università Cattolica del Sacro Cuore di Milano e dal 1982 al 2001 è assistente ecclesiastico dell'Associazione dei Medici Cattolici italiani. Dal 1997 al 2009 dirige l'Istituto superiore di scienze religiose presso la sede di Brescia dell'Università Cattolica del Sacro Cuore. Nel 2004 è nominato direttore dell'Istituto Superiore Formatori di Brescia, collegato all'Istituto di psicologia della Pontificia Università Gregoriana, e consultore della Congregazione per l'educazione cattolica.
Nel 2009 è nominato rettore del seminario diocesano di Brescia, dove continua anche l'insegnamento.

### Ministero episcopale
Il 4 novembre 2013 papa Francesco lo nomina vescovo di San Benedetto del Tronto-Ripatransone-Montalto; succede a Gervasio Gestori, dimessosi per raggiunti limiti di età. L'11 gennaio 2014 riceve l'ordinazione episcopale, nella cattedrale di Brescia, dal vescovo Luciano Monari, co-consacranti l'arcivescovo Angelo Vincenzo Zani e il vescovo Gervasio Gestori. Il 19 gennaio prende possesso della diocesi, nella cattedrale di Santa Maria della Marina di San Benedetto del Tronto, il successivo 26 gennaio fa il suo ingresso nella concattedrale di Ripatransone, mentre il 2 febbraio in quella di Montalto delle Marche.
È delegato per la famiglia e la vita e per la tutela dei minori della Conferenza episcopale marchigiana.
Il 2 maggio 2024 papa Francesco accoglie la sua rinuncia, presentata per raggiunti limiti di età, al governo pastorale della diocesi di  San Benedetto del Tronto-Ripatransone-Montalto; gli è succeduto l'arcivescovo Gianpiero Palmieri, vescovo di Ascoli Piceno, con conseguente unione in persona episcopi delle due sedi. Rimane amministratore apostolico della diocesi fino all'ingresso del successore, avvenuto il 30 giugno seguente.

## Genealogia episcopale
La genealogia episcopale è:
- Cardinale Scipione Rebiba
- Cardinale Giulio Antonio Santori
- Cardinale Girolamo Bernerio, O.P.
- Arcivescovo Galeazzo Sanvitale
- Cardinale Ludovico Ludovisi
- Cardinale Luigi Caetani
- Cardinale Ulderico Carpegna
- Cardinale Paluzzo Paluzzi Altieri degli Albertoni
- Papa Benedetto XIII
- Papa Benedetto XIV
- Papa Clemente XIII
- Cardinale Bernardino Giraud
- Cardinale Alessandro Mattei
- Cardinale Pietro Francesco Galleffi
- Cardinale Giacomo Filippo Fransoni
- Cardinale Carlo Sacconi
- Cardinale Edward Henry Howard
- Cardinale Mariano Rampolla del Tindaro
- Cardinale Gennaro Granito Pignatelli di Belmonte
- Cardinale Pietro Boetto, S.I.
- Cardinale Giuseppe Siri
- Cardinale Giacomo Lercaro
- Vescovo Gilberto Baroni
- Cardinale Camillo Ruini
- Vescovo Luciano Monari
- Vescovo Carlo Bresciani

## Araldica
| Stemma | Descrizione |
| ------ | --- |
|        | Lo stemma è diviso in due da una croce centrale (perché al centro della storia della Chiesa) rossa, che rimanda al sangue di Gesù, e dal doppio braccio orizzontale , che richiama le Sante Croci di Brescia, sua diocesi di origine. Nel lato sinistro dello scudo vi sono: - una nave, che rimanda al suo paese di origine, Nave, e a San Benedetto del Tronto, importante porto di mare; - una stella, che richiama Maria, a cui è dedicato il seminario di Brescia; - l'azzurro, che simboleggia le virtù più elevate, come la devozione, la castità e la fedeltà. Nel lato destro dello scudo vi è, invece, una leonessa, che rimanda allo stemma della città di Brescia. Il motto scelto Pro corpore eius (A favore del suo corpo) è tratto dalla lettera di San Paolo ai Colossessi. |